# Hendecoságono

Hendecoságono é o polígono com 21 lados.

## Ficha técnica
- Diagonais: 189;
- Diagonais saindo de cada vértice: 18;
- Soma dos ângulos internos: 3420°;
- Soma dos ângulos externos: 360°;
- Ângulo interno: 162,8°;
- Ângulo externo: 17,1°;